# Musée de la guerre de Thessalonique
Le musée de la guerre de Thessalonique est l'un des plus importants musées militaire grecs. Il est situé à Thessalonique, dans la périphérie (région administrative) de Macédoine centrale, et a été inauguré en 2000.

## Présentation
Il abrite des collections d'armes d'uniformes et de médailles grecs, il est organisé pour présenter l'idée et les étapes de la création de l'État grec moderne et des principaux conflits de son histoire. Le musée est un centre d'édition d'ouvrages militaire et un lieu d'expositions.

## Muséographie
Le musée a ouvert ses portes dans une ancienne caserne construite par l'architecte Vitaliano Posseli entre 1900 et 1902. 
- Dans les deux cours, sont installés devant un avion F5 et plusieurs monuments, et à l'arrière quelques engins blindés.
- le rez-de-chaussée est organisé autour de l'accueil et d'une salle consacrée aux médailles et armes individuelles.
- La salle du sous-sol est consacrée à Maria Vlassos.
- Le hall du premier décrit la prise de Thessalonique.
- Le premier étage présente les différents conflits autour de quelques personnalités, depuis 1821 jusqu'aux missions de maintien de la paix .

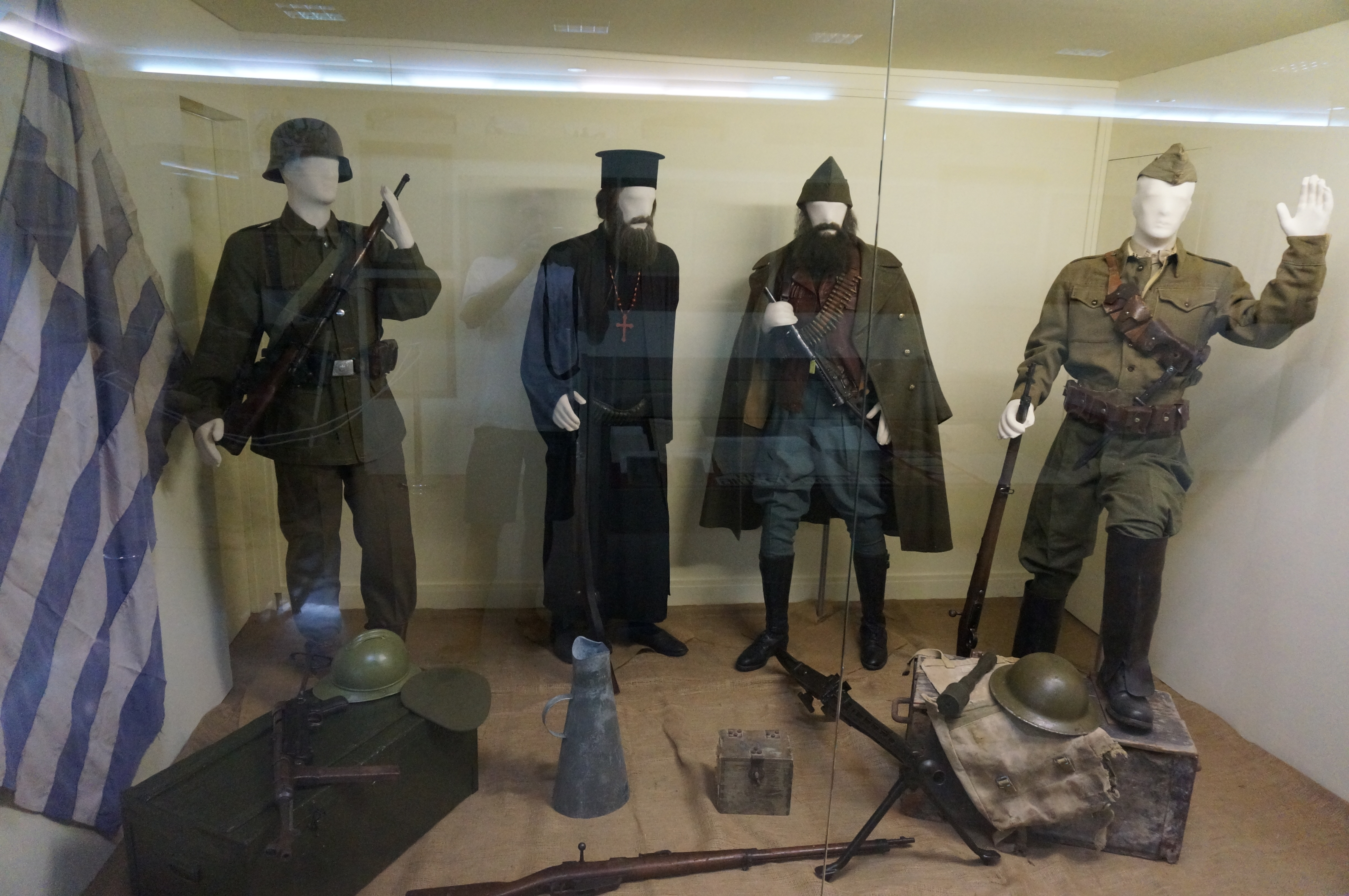
Vitrine consacrée à la résistance de la Seconde Guerre mondiale.
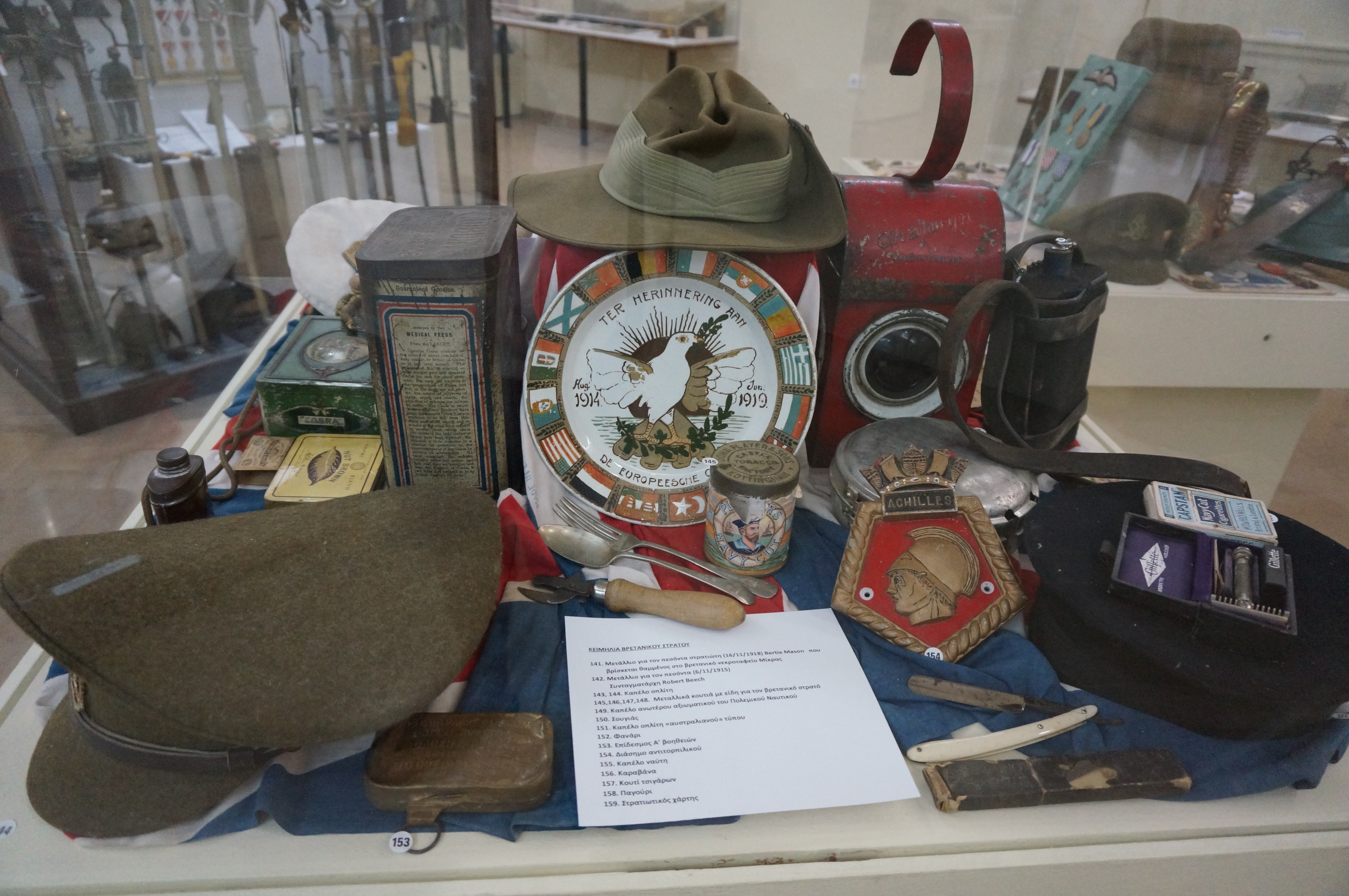
Vitrine d'objets de la Première Guerre mondiale.
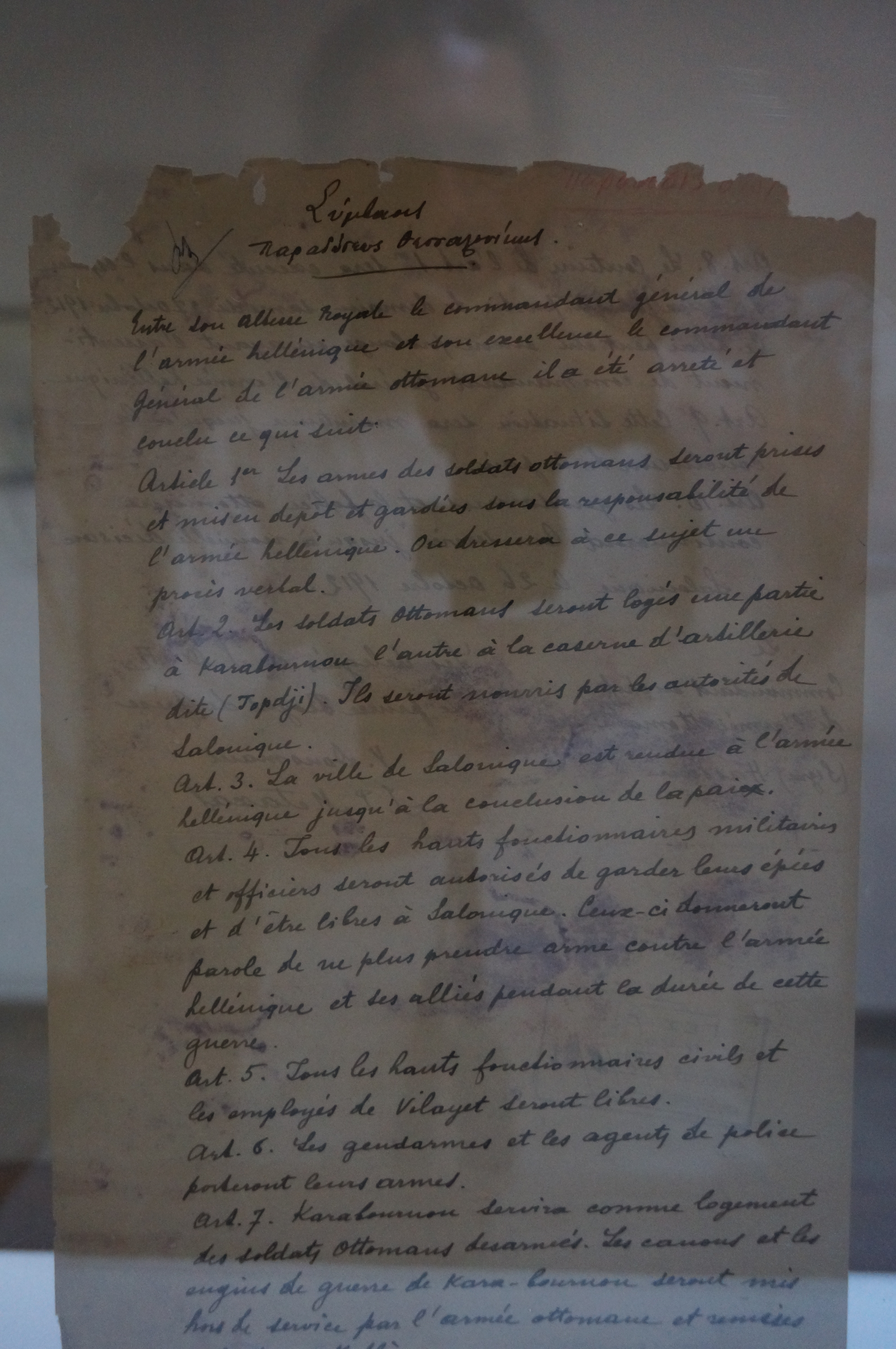
Acte de capitulation turque pour Salonique.
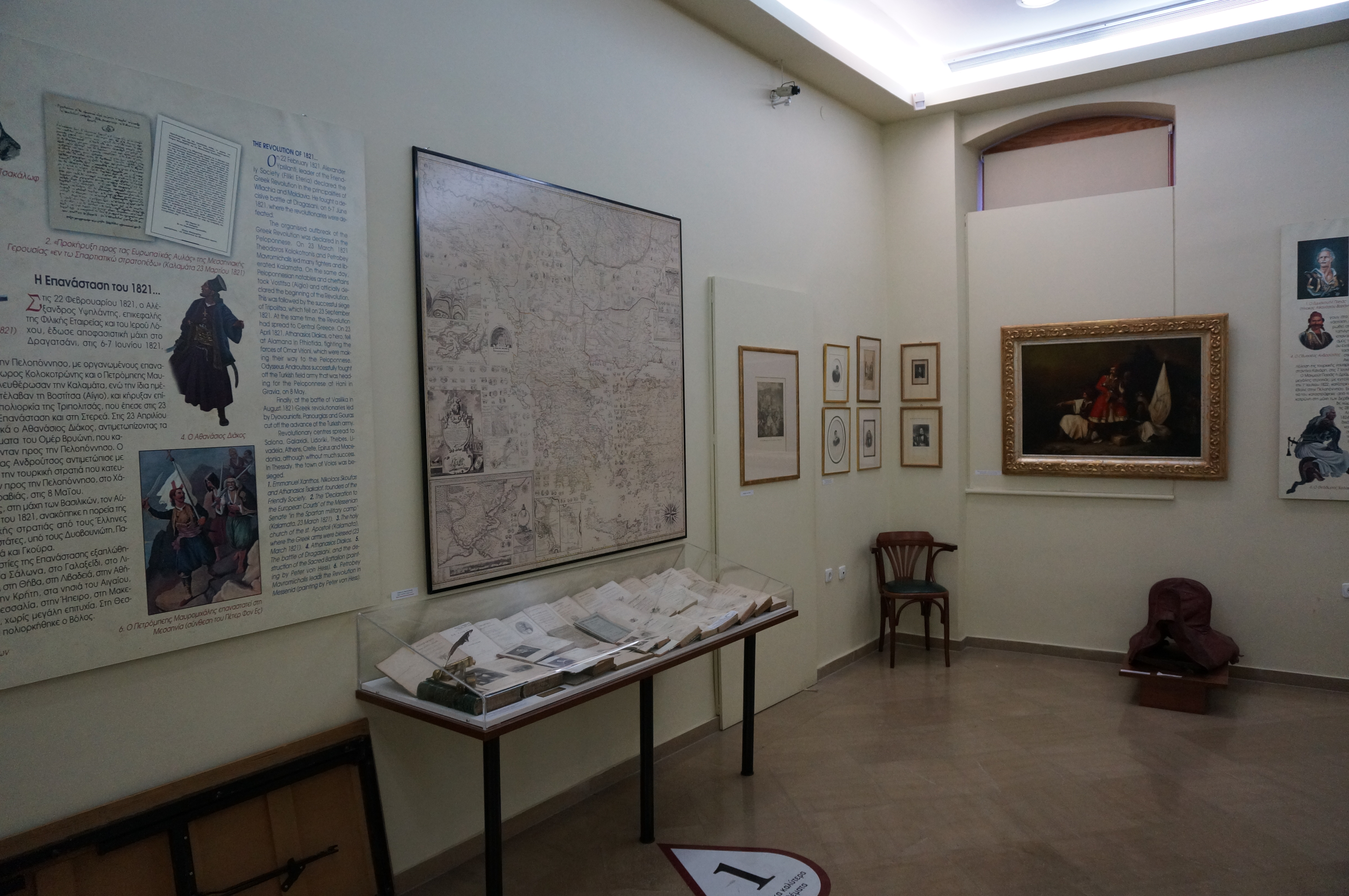
En 1821.
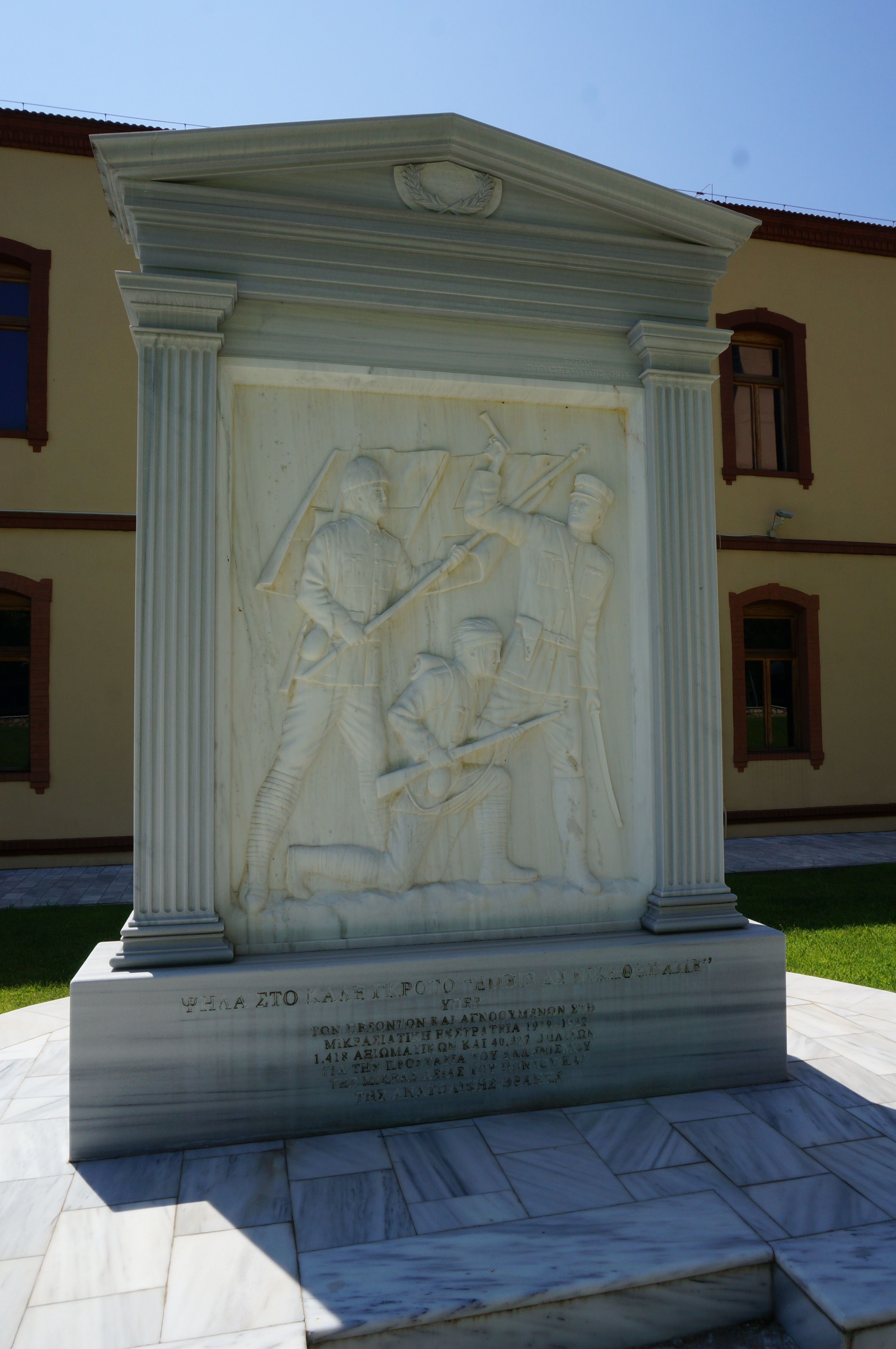
Mémorial.